# Placetas
Placetas è un comune di Cuba, situato nella provincia di Villa Clara.